# Владимирская площадь (Санкт-Петербург)
Влади́мирская пло́щадь — одна из центральных площадей Санкт-Петербурга. Расположена на пересечении Загородного и Владимирского проспектов, Колокольной улицы, Кузнечного переулка и Большой Московской улицы.

## Наименование
Современное название Владимирская площадь известно с 1844 года. Дано по церкви Владимирской Божией Матери находящемуся на площади.
С 6 октября 1923 года по 10 июля 1950 года носила название площадь Нахимсона, названа в честь революционера С.М. Нахимсона.

## История
19 октября 1986 года Владимирская площадь стала местом первой массовой акции в Ленинграде с требованиями защиты исторического наследия (Дома Дельвига).
В 1997 г. на Владимирской площади был установлен памятник Ф.М. Достоевскому.

## Достопримечательности

### Владимирской иконы Божией Матери собор(Владимирский проспект, дом 20)
Владимирской иконы Божией Матери собор с колокольней. Церковь в стиле барокко построена в 1761-1769 годах. В 1783 году по проекту архитектора Д. Кваренги  сооружена трёхъярусная колокольня, в 1848 году архитектор Ф. И. Руска возвел четвёртый ярус над колокольней. Двухэтажная церковь, включает верхнюю (холодную) Владимирскую и нижнюю (тёплую) преподобного Иоанна Дамаскина церкви. Основной объём представляет в плане квадрат со скругленными углами, стены первого этажа обработаны рустованными лопатками. С запада к зданию примыкает трапезная. В 1932 году Владимирская церковь была закрыта советскими властями, а в здании разместили фабрику «Ленмашучёт». В августе 1989 года Владимирская церковь была возвращена верующим, в мае 2000 года получила статус собора.

### Дом Владимирской церкви (Большая Московская улица, дом 2,Кузнечный переулок, дом 1)
Дом Владимирской церкви. Четырёхэтажное здание перестроено в 1877 году по проекту архитектора В.Ф. фон Геккера. В 1955 году при строительстве станции метрополитена «Владимирская» здание перестроено. С 1955 года по сегодняшний день здание занимает институт «Ленметрогипротранс».

#### Станция метрополитена «Владимирская»
Станция метрополитена «Владимирская». Наземный вестибюль размещён на первом этаже перестроенного здания Доходного дома Владимирской церкви. Авторы проекта наземного вестибюля и перестройки здания архитекторы Г.И. Александров, А.В. Жук, А. И. Прибульский и инженер-конструктор Е. А. Эрганов. В нише скошенного угла расположен вход, решенный в виде большой арки с массивными дорическими колоннами, облицованными известняком.

### Дом ремесленного общества (Большая Московская улица, дом 1,Загородный проспект, дом 2)
Дом Санкт-Петербургского ремесленного общества построен в стиле эклектики в 1858-1859 годах по проекту архитектора А.И. Ланге. Фасады  решены с использованием элементов раннего классицизма: первый и второй этажи рустованы, над окнами прямые сандрики на кронштейнах, пилястры коринфского ордера.

### Дом Шишкина (Загородный проспект, дом 1,Щербаков переулок, дом 14)
Дом Шишкина или Дом «Дельвига». Построен 1811-1813 годах в стиле классицизма по проекту архитектора М.А. Овсянникова. В этом доме до смерти жил барон Антон А. Дельвиг.

### Торгово-офисный центр «Regent Hall» (Владимирский проспект, дом 21)
Торгово-офисный центр «Regent Hall», построен в 2004—2006 годах по проекту архитекторов В. Л. Чулкевича, В. Е. Жукова, Юшканцева П. И. До 1980-х на участке стояло здание Владимирского Епархиального училища, возведённое в 1870 году. ТЦ был внесён в «Список диссонирующих объектов», созданный правительством города в 2014 году. Здания из этого перечня предполагают «нейтрализовать» с помощью зеленых экранов из деревьев или путём демонтажа или перестройки.

### Доходный дом И. В. фон Бессера(Владимирский проспект, дом 19)
Доходный дом И.В. фон Бессера или Торгово-гостиничный комплекс «Владимирский пассаж». Отель «Достоевский». Дом в стиле модерн построен в 1904 году по проекту архитектора А-К-В Шульмана для барона И.В. фон Бессера. Открытая галерея-балкон, венчающая фасад, необычна для облика петербургских домов. С 2003 года в доме размещаются Торгово-гостиничный комплекс «Владимирский пассаж» и отель «Достоевский».

### Дом общества Санкт-Петербургского частного ломбарда (Владимирский проспект, дом 17)
Дом общества Санкт-Петербургского частного ломбарда в стиле эклектики построен в 1825-1826 годах по проекту архитектора П.С. Пыльнева. В советское время в доме находился алкогольный магазин.

### Доходный дом М.С. Викторовой (Владимирский проспект, дом 18,Колокольная улица, дом 2)
Доходный дом М.С. Викторовой в стиле эклектики построен в 1878-1879 годах по проекту академика архитектора А.В. Иванова. Дом, в котором в 1883-1889 годах жили композитор Н.А. Римский-Корсаков и музыкальный деятель Ю.К. Арнольд, у которого бывали литературный критик В.Г. Белинский, писатель Д.В. Григорович, поэты А.В. Кольцов и Н.А. Некрасов, композитор А.С. Даргомыжский.

- Владимирской иконы Божией Матери собор 
с колокольней
- Дом Владимирской церкви
- Дома на фоне 
Торгово-офисного центра «Regent Hall»
- Доходный дом М.С. Викторовой

## Транспорт
- Метрополитен:  Владимирская,  Достоевская
- Автобусы: № 225, 290[12]
- Троллейбусы: № 3, 8, 12, 15

## Примыкающие улицы
- Загородный проспект
- Большая Московская улица
- Кузнечный переулок
- Колокольная улица
- Владимирский проспект